# リップルウッド・ホールディングス
リップルウッド・ホールディングス （英：Ripplewood Holdings LLC）は、1995年に設立されたアメリカのニューヨークに拠点をおく投資ファンド運営会社。

## 概要
不振企業を買収し、再生させて企業価値を高めた上で売却し、利益を得る再生ファンドと言われるバイアウト・ファンドの一種である。最高経営責任者（CEO）はティモシー・コリンズ（Timothy C. Collins）。
2005年3月に、日本向けファンドのみを、投資先企業を連結子会社とする形で持ち株会社化し、ユーロネクストのブリュッセルで上場、「RHJインターナショナル」と名前を変える。日本事務所は、「株式会社RHJインターナショナル・ジャパン」として2005年に設立されたが、2013年に撤退。なお、リップルウッド・ホールディングスは、日本以外の国の企業への投資を、別会社として現在も引き続き行っている。

## 過去に日本で買収した企業
以下は、リップルウッド・ホールディングス時代に買収・売却した案件、およびRHJインターナショナルの投資先企業を両方含む。
- 新生銀行
  - 旧日本長期信用銀行が経営破綻し一時国有化→匿名組合ファンドを通じて10億円で買収→米国投資ファンドへ売却し経営撤退。

- 日本コロムビア
  - 2002年10月から2010年9月までの社名はコロムビアミュージックエンタテインメント。旧日立グループ。第一興商や三菱商事らと組成した匿名組合ファンドが買収→2010年にフェイスへ売却となり経営撤退

- ディーアンドエムホールディングス
  - 旧デノン（旧日本コロムビアのAV機器部門を分社化させて買収）が旧日本マランツ（元フィリップスグループ）に合流する形で経営統合となり、大株主となる。→2009年にベインキャピタルに売却し経営撤退

- フェニックスリゾート（シーガイア）（親会社の旭洋と連鎖倒産→買収）

- 日本テレコム
  - 元JRグループ→欧州ボーダフォンが買収→（旧）日本テレコムを持株会社化した「日本テレコムホールディングス」と子会社の「J-フォン株式会社」のみボーダフォンが継続保有し、固定電話・通信事業を承継（分社化）させた（新）日本テレコムをRHが買収→2005年にソフトバンク（現在の「ソフトバンクグループ株式会社」）に売却。

- 旭テック（元日本ガイシ、三井物産が大株主として資本参加→筆頭株主に→ユニゾン・キャピタルに売却）

- シャクリー・グローバル・グループ（旧日本シャクリー（元山之内製薬グループ））

- ナイルス（旧ナイルス部品（元日産グループ））

- ユーシン（旧有信精器工業）

- 代々木ライブアニメイション（元大矢学園グループ）

- シグマクシス（ビジネスコンサルティング/三菱商事との合弁）

## 投資方針
リップルウッド・ホールディングスおよびRHJインターナショナルは、「インダストリアル・パートナーシップ・アプローチ」と呼ばれる、産業戦略に着目した投資アプローチをとる。これは、企業を個別の「買収案件」としてとらえるのではなく、まず再編の機運や可能性のある産業に注目し、その産業そのものの再編シナリオを作成し、そのシナリオ実現の中心となりえる企業を選び、投資の提案をするというもの。そして、再編を加速させるひとつの方法論として、その中軸企業がさらなる買収や投資を行って規模や市場を拡大していくという「ロールアップ」も採用している。破綻した長銀の再生・上場や、同じく第三セクターで破綻したシーガイアの買収が目を引くゆえに、「再生ファンド」と言うイメージが強いが、日本コロムビアから切り離したDENONと、フィリップスから切り離して買収した日本マランツを統合させ、D&Mホールディングス（現在東証一部上場）として高級オーディオ業界での優位性を確立するなど、産業戦略を緻密に遂行して企業の競争力を向上させることを得意とする。なお、このアプローチに欠かせないのが、「インダストリアル・パートナー」と言う各産業の企業経営・運営のスペシャリスト達であり、元クライスラー社長のトーマス・ストールカンプ、元オムロン副社長の越尾壮一、ホンダ副社長の入交昭一郎らをはじめとする一人者達が、同社のパートナーとして投資戦略立案に参加し、投資先企業の経営にも関わっている。

## 長銀問題
1998年に経営破綻し、8兆円に及ぶ公的資金が投入された旧日本長期信用銀行（長銀）をわずか10億円で買収、リップルウッドはその後、自己資金1200億円を投入。長銀から衣替えした新生銀行が2004年2月19日に上場したことで2200億円以上の利益を得た。さらに投資組合は本拠地が海外にあるため、日本政府はその売却益に課税できないことが報道され、多くの批判を浴びた。しかし、仮に日本政府が課税措置をとった場合、投資組合の本拠地国でも当然課税措置が生じるため、当該企業にとっては二重課税の問題が生じる。海外に本拠地を置く企業に課税できないのは本件に限ったことではなく、国際取引課税では二重課税が生じないような取決めがなされている。巨額の投資純益に関しても、当時旧長銀買収で競合した中央三井信託銀行グループが、投資組合を上回る条件・金額を提示できなかった事を考慮すれば、投資組合側が相当なリスクを踏まえた結果である。 上記の通りバイアウト・ファンドは企業の建て直しを援助するという性格を持ち、加えて買い手もバイアウト・ファンドが提示する価格を理解した上で自主的に再建された企業の株を買っているのであって、この一連の流れには不正があるわけではない。
リップルウッドはマスコミや一部評論家から「ハゲタカファンド」と呼ばれることもある。ただ、長銀問題に限れば、買収先には日本人社長を据え、雇用も実態はともあれ形式的には守られていた。コリンズによれば、リップルウッドでは従業員を最大の資産と考え、労働組合の存在も否定的に考えず、安易な解雇は行わないとしている。また、この方針は工場労働者として苦労したコリンズの原体験に基づくものだという。
瑕疵担保条項の存在や、八城政基・新生銀行社長（当時）の国会参考人招致に対し同社がこれを拒否したことは国民から反感を買った。しかし、旧長銀売却に際し投資組合側が資産査定を要求したところ、日本政府が時間的問題などを理由に拒否しており、瑕疵担保条項はその代償として設けられたという経緯がある。また、瑕疵担保条項の行使は、企業価値の最大化の目的に対してはむしろ妥当であり、またこのことが、旧長銀の債権が相当劣化していたことの証左でもあるという見方もある。

## テレビ番組
- 日経スペシャル ガイアの夜明け（テレビ東京）
  - 外資は破たん企業を救うか〜ハゲタカ?救世主?その正体は...〜（2002年5月5日）[3]。
  - 「検証!“ハゲタカ”の正体～外資ファンドは日本を救ったか～」（2006年7月18日）[4]